# Украинский драматический театр имени Марии Заньковецкой
Национа́льный академи́ческий украи́нский драмати́ческий теа́тр имени Мари́и Занькове́цкой (укр. Національний академічний український драматичний театр імені Марії Заньковецької) — государственный театр во Львове (Украина). В 1923 году театру было присвоено имя М. К. Заньковецкой.

## История
Львовский польский театр был построен на средства Станислава Скарбека и открыт 28 марта 1842 года, а работал до 1899. Здание театра носит историческое название «Театр Скарбека», которое происходит от имени его основателя, либо «Старый театр».

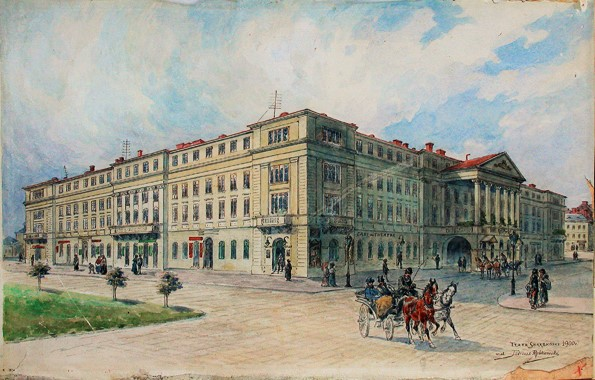
Театр Скарбека, 1900 год

В 1900—1939 годах помещения театра Скарбека использовались как филармония и кинотеатр. 
Труппа театра появилась в 1917 году в Киеве. У театра не было своего помещения и с 1921 по 1929 годы он гастролировал по Украине. В 1931 году труппа переехала в Запорожье.
В 1941—1944 труппа находилась в эвакуации в городах Краснодар, Тобольск и  Новокузнецке. Затем труппа вернулась в Запорожье. В 1944 году из Запорожья прибыла украинская труппа и вскоре театр стал переживать новый подъём. Несмотря на конкуренцию со стороны новых театральных коллективов, которые появились во Львове в годы независимости, Национальный драматический театр им. М. Заньковецкой по-прежнему остаётся одним из лучших львовских театров.
C 1987 года по настоящее время художественным руководителем и главным режиссёром театра является Фёдор Стригун, который с 1965 года служил актёром в этом театре. Столько же служит актрисой в этом театре его жена Таисия Литвиненко, которая также ставит спектакли на сцене театра в качестве режиссёра-постановщика.

## Здание

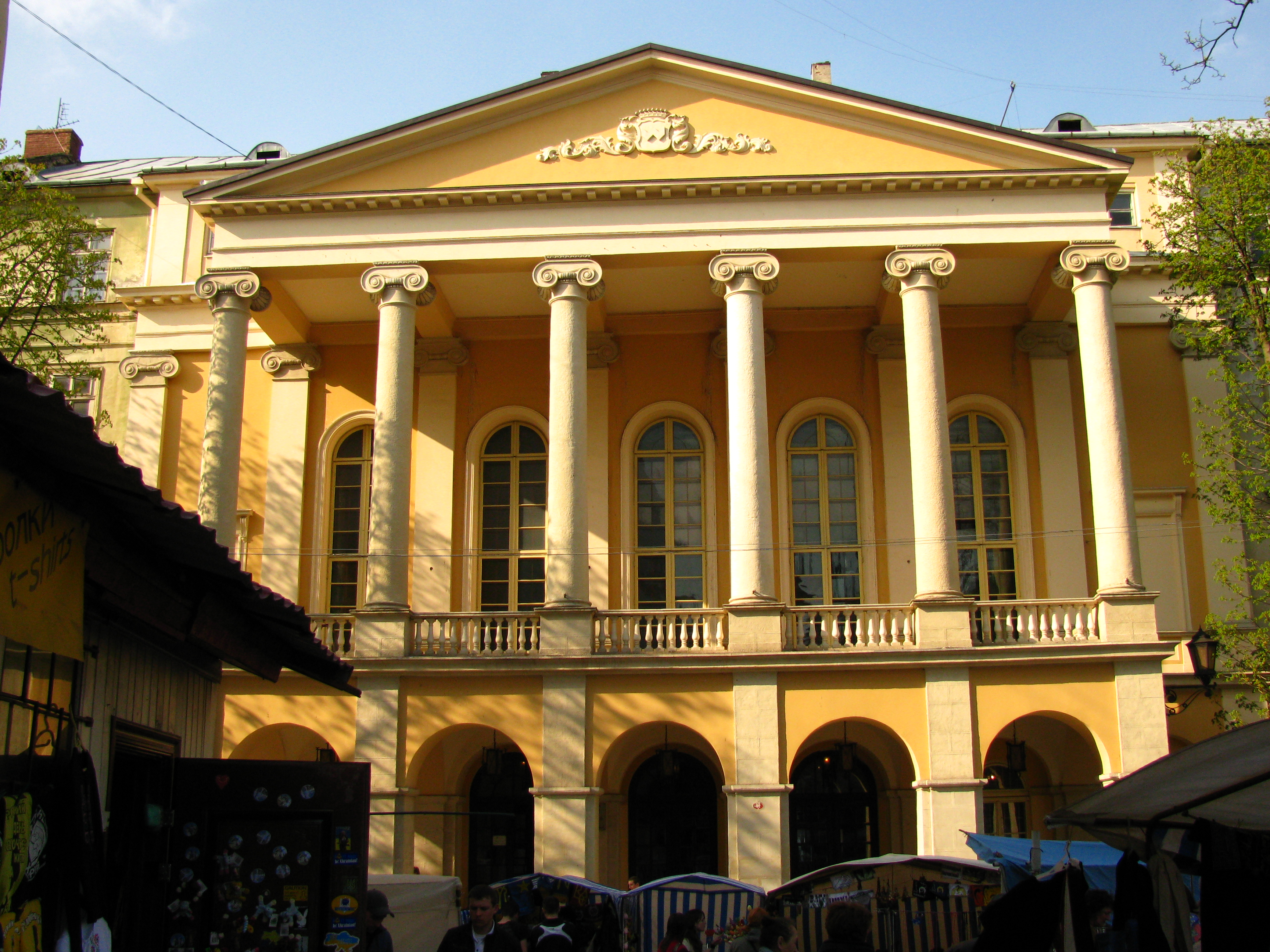
Главный вход

Здание, в своё время самое большое в городе, было выстроено 1837—1842 архитекторами А.Л. Пихлем и И. Зальцманом. В архитектурном плане здание представляет собой пример позднего классицизма в варианте венской школы. Здание занимает большой прямоугольный участок между улицами Леси Украинки, Театральной, Торговой и проспектом Свободы; в прошлом вблизи этого участка находился Нижний Замок, основной узел фортификаций средневекового Львова. Театр Скарбека был самым большим театральным сооружением Европы Того времени, а после театров Милана и Дрездена — третьим по количеству зрительских мест (1460). Театр открыли 28 марта 1842 года драмой Ф. Грильпарцера «Иллюзия жизни», а на следующий день поставили «Браки господские» А. Фредро (польского драматурга, к которому ушла жена Скарбека).

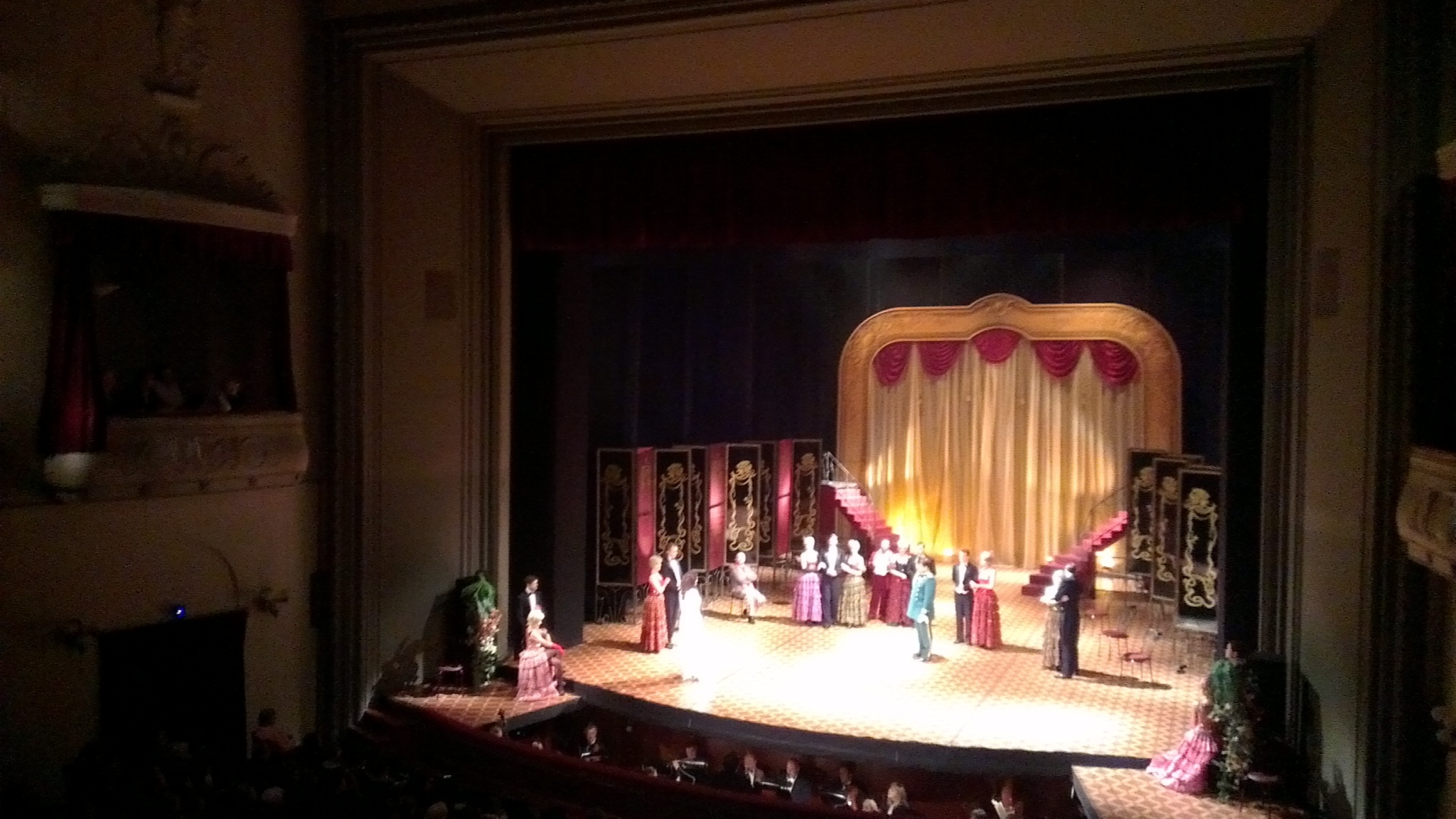
Постановка в театре им. Заньковецкой

Здание четырёхэтажное, выполнено из кирпича, фундаменты укреплены дубовыми сваями. Фасады расчленены горизонтальными тягами и фланкированы креповками. По центру южного фасада размещён портик с колонами ионического ордера, увенчанный фронтоном. Окна — прямоугольные, на первом этаже — с полуциркульными завершениями, в строгих классицистских обрамлениях.
Планировочная структура и композиция четырёх фасадов отличается строгой симметрией. Стержнем планировки служит просторный интерьер зрительного зала, который размещён на центральной оси, вместе с фойе и блоком сцены. Его фланкируют два внутренних двора. Соединение между секциями дома обеспечивают коридоры, проложенные вдоль корпуса, параллельно фасадам. По обе стороны от коридоры расположены ряды служебных помещений.
В 1940 году театр был оборудован подвижной сценой. Интерьеры фойе и зрительный зал были в 1940—1942 оформлены декоративными рельефами работы скульпторов М. Онука и Я. Райхер-Тодта.